# Красновільська сільська рада
| Красновільська сільська рада — орган місцевого самоврядування у Маневицькому районі Волинської області з адміністративним центром у с. Красноволя. Історична дата утворення: в 1944 році. Водоймища на території, підпорядкованій даній раді: річки Кормин, Кросоха. Волинська обласна рада рішенням від 24 липня 2009 року у Маневицькому районі уточнила назву Красновольської сільради на Красновільську. Сільській раді підпорядковані населені пункти: - с. Красноволя - с. Матейки - с. Нічогівка - с. Погулянка - с. Тельчі |

## Склад ради
Рада складається з 16 депутатів та голови.

## Населення
Згідно з переписом УРСР 1989 року чисельність наявного населення сільської ради становила 2892 особи, з яких 1414 чоловіків та 1478 жінок.
За переписом населення України 2001 року в сільській раді мешкало 2785 осіб.

### Мова
Розподіл населення за рідною мовою за даними перепису 2001 року:
| Мова       | Відсоток |
| ---------- | -------- |
| українська | 99,68 %  |
| російська  | 0,32 %   |